# Xanh mãi đồi trà
Xanh mãi đồi trà là bộ phim điện ảnh truyền hình thể loại lãng man - hành động năm 2007 của Việt Nam do Đài Truyền hình Việt Nam cùng Senafilm và Lạc Việt Phim phối hợp sản xuất. Bộ phim được phát sóng lần đầu từ ngày 22 tháng 12 năm 2007 trên khung giờ 20h15 của kênh VTV9. Xanh mãi đồi trà được đạo diễn bởi Vĩnh Khương với các diễn viên Thiên Bảo, Trúc Phương, Hữu Thành và Thúy Hằng.

## Nội dung
Lộc và Hà vốn là trẻ mồ côi, họ yêu nhau nhưng trái với sự nhẫn nại, quyết chí trồng và đi lên từ cây trà của Lộc, Hà kiên quyết Cô bỏ Lộc, bỏ cả đứa con gái để tìm chọn con đường làm giàu riêng của mình.

## Diễn viên
- Thiên Bảo trong vai Lộc
- Trúc Phương trong vai Hà
- Hữu Thành trong vai Cha của Lộc
- Thúy Hằng trong vai Mẹ của Lộc
- Nhóm cascadeur Quốc Thịnh[1]

## Sản xuất
Xanh mãi đồi trà là phim truyện dài đầu tay của Vĩnh Khương khi anh vừa tốt nghiệp Trường Đại học Sân khấu Điện ảnh Hà Nội năm 2006 và giành giải Khuyến khích tại Cuộc thi phim ngắn toàn quốc 2005 với tác phẩm Hoang tưởng. Đây cũng là bộ phim đầu tiên hãng Lạc Việt Phim.

## Phát sóng
Xanh mãi đồi trà được giới thiệu vào giữa tháng 12 năm 2007, phim dài hai tập và được phát sóng từ ngày 22 tháng 12 năm 2007 trên khung giờ 20h15 của kênh VTV9.

## Giải thưởng
| Năm  | Giải thưởng                                | Hạng mục      | (Người) đề cử | Kết quả        | Tham khảo   |
| ---- | ------------------------------------------ | ------------- | ------------- | -------------- | ----------- |
| 2008 | Liên hoan Truyền hình toàn quốc lần thứ 27 | Phim ngắn tập | —             | Huy chương Bạc | [ 4 ] [ 5 ] |